# Сатурн

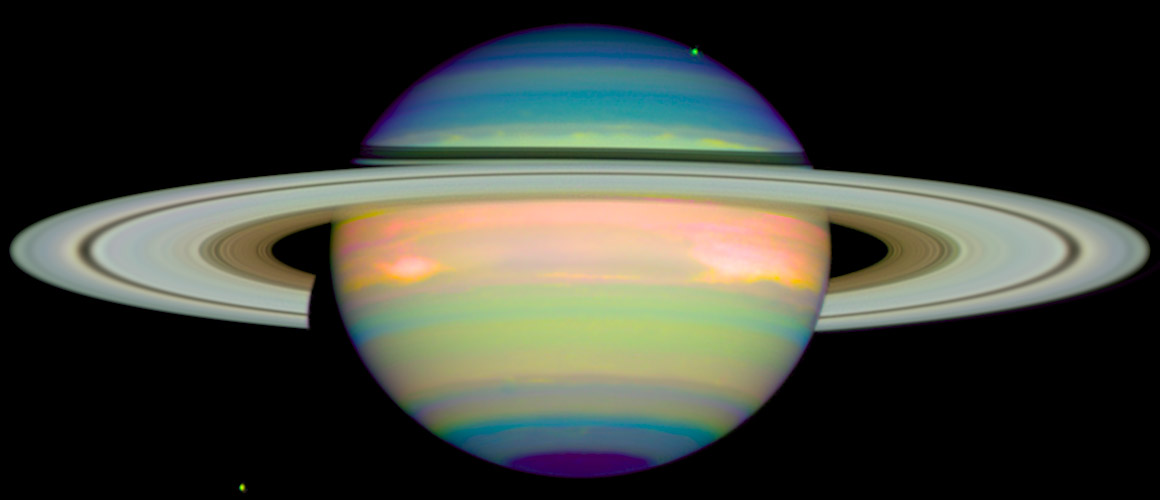
Инфракрасный вид Сатурна с телескопа Хаббл

Сату́рн — шестая планета по удалённости от Солнца и вторая по размерам планета в Солнечной системе после Юпитера. Сатурн классифицируется как газовый гигант. Планета названа в честь римского бога земледелия. Астрономический символ Сатурна — .
В основном Сатурн состоит из водорода, с примесями гелия и следами воды, метана, аммиака и тяжёлых элементов. Внутренняя область представляет собой относительно небольшое ядро из железа, никеля и ряда других веществ («льдов»), покрытое тонким слоем металлического водорода и газообразным внешним слоем. Внешняя атмосфера планеты кажется из космоса спокойной и однородной, хотя иногда на ней появляются долговременные образования. Скорость ветра на Сатурне может достигать местами 1800 км/ч, что значительно больше, чем на Юпитере.
У Сатурна имеется планетарное магнитное поле, занимающее промежуточное положение по напряжённости между магнитным полем Земли и мощным полем Юпитера. Магнитное поле Сатурна простирается на 1 000 000 километров в направлении Солнца. Ударная волна была зафиксирована «Вояджером-1» на расстоянии в 26,2 радиуса Сатурна от самой планеты, магнитопауза расположена на расстоянии в 22,9 радиуса.
Сатурн обладает заметной системой колец, состоящей главным образом из частичек льда, меньшего количества тяжёлых элементов и пыли.
Вокруг планеты обращается как минимум 274 спутника, это наибольшее число открытых спутников среди всех планет Солнечной системы. Самый крупный спутник Сатурна — Титан, превосходит по своим размерам планету Меркурий и является вторым по размерам спутником в Солнечной системе (после спутника Юпитера, Ганимеда). Титан — единственный среди спутников планет Солнечной системы, обладающий собственной плотной атмосферой, и единственный, для которого доказано существование жидкости на поверхности.
С 2004 по 2017 год на орбите Сатурна находилась автоматическая межпланетная станция «Кассини», запущенная в 1997 году. В задачи миссии входило изучение спутников, структуры колец, динамики атмосферы и магнитосферы планеты, а также доставки зонда «Гюйгенс» на Титан. 

## Сатурн среди планет Солнечной системы
Сатурн относится к типу газовых планет: он состоит в основном из газов и не имеет твёрдой поверхности. Экваториальный радиус планеты равен 60 300 км, полярный радиус — 54 400 км; из всех планет Солнечной системы Сатурн обладает наибольшим сжатием. Масса планеты в 95,2 раза превышает массу Земли, однако средняя плотность Сатурна составляет всего 0,687 г/см³, что делает его единственной планетой Солнечной системы, чья средняя плотность меньше плотности воды. Поэтому, хотя массы Юпитера и Сатурна различаются более чем в 3 раза, их экваториальный диаметр различается только на 19 %. Плотность остальных газовых гигантов значительно больше (1,27—1,64 г/см³). Ускорение свободного падения на экваторе составляет 10,44 м/с², что сопоставимо со значениями Земли и Нептуна, но намного меньше, чем у Юпитера.

### Орбитальные характеристики и вращение
Среднее расстояние между Сатурном и Солнцем составляет 1430 млн км (9,58 а.е.). Двигаясь со средней скоростью 9,69 км/с, Сатурн обращается вокруг Солнца за 10 759 суток (примерно 29,5 лет). Расстояние от Сатурна до Земли меняется в пределах от 1195 (8,0 а.е.) до 1660 (11,1 а.е.) млн км, среднее расстояние во время их противостояния около 1280 млн км. Сатурн и Юпитер находятся почти в точном резонансе 2:5. Поскольку эксцентриситет орбиты Сатурна 0,056, то разность расстояния до Солнца в перигелии и афелии составляет 162 млн км.
Видимые при наблюдениях характерные объекты атмосферы Сатурна вращаются с разной скоростью в зависимости от широты. Как и в случае Юпитера, имеется несколько групп таких объектов. Так называемая «Зона 1» имеет период вращения 10 ч 14 мин 00 с (то есть угловая скорость составляет 844,3°/сутки, или 2,345 оборота/сутки). Она простирается от северного края южного экваториального пояса до южного края северного экваториального пояса. На всех остальных широтах Сатурна, составляющих «Зону 2», период вращения первоначально был оценён в 10 ч 39 мин 24 с (скорость 810,76°/сутки или 2,2521 оборота/сутки). Впоследствии данные были пересмотрены: была дана новая оценка — 10 ч, 34 мин и 13 с. «Зона 3», наличие которой предполагается на основе наблюдений радиоизлучения планеты в период полёта «Вояджера−1», имеет период вращения 10 ч 39 мин 22,5 с (скорость 810,8°/сутки или 2,2522 оборота/сутки).
В качестве продолжительности оборота Сатурна вокруг оси принята величина 10 часов, 34 минуты и 13 секунд. Сатурн — единственная планета, у которой осевая скорость вращения на экваторе больше орбитальной скорости вращения (9,87 км/с и 9,69 км/с соответственно). Точная величина периода вращения внутренних частей планеты остаётся трудноизмеримой. Когда аппарат «Кассини» достиг Сатурна в 2004 году, было обнаружено, что согласно наблюдениям радиоизлучения длительность оборота внутренних частей заметно превышает период вращения в «Зоне 1» и «Зоне 2» и составляет приблизительно 10 ч 45 мин 45 с (± 36 с).
Дифференциальное вращение атмосферы Сатурна подобно вращению атмосфер Юпитера и Венеры, а также Солнца. Скорость вращения Сатурна переменна не только по широте и глубине, но и во времени. Впервые это обнаружил А. Вилльямс. Анализ переменности периода вращения экваториальной зоны Сатурна за 200 лет показал, что основной вклад в эту переменность вносит полугодовой и годовой циклы.
В марте 2007 года было обнаружено, что вращение диаграммы направленности радиоизлучения Сатурна порождено конвекционными потоками в плазменном диске, которые зависят не только от вращения планеты, но и от других факторов. Было также сообщено, что колебание периода вращения диаграммы направленности связано с активностью гейзера на спутнике Сатурна — Энцеладе. Заряженные частицы водяных паров на орбите планеты приводят к искажению магнитного поля и, как следствие, картины радиоизлучения. Обнаруженная картина породила мнение, что на сегодняшний день вообще не существует корректного метода определения скорости вращения ядра планеты.

### Происхождение
Происхождение Сатурна (равно как и Юпитера) объясняют две основные гипотезы. Согласно гипотезе «контракции», схожесть состава Сатурна с Солнцем в том, что у обоих небесных тел имеется большая доля водорода, и, как следствие, малую плотность можно объяснить тем, что в процессе формирования планет на ранних стадиях развития Солнечной системы в газопылевом диске образовались массивные «сгущения», давшие начало планетам, то есть Солнце и планеты формировались схожим образом. Тем не менее эта гипотеза не может объяснить различия состава Сатурна и Солнца.
Гипотеза «аккреции» гласит, что процесс образования Сатурна происходил в два этапа. Сначала в течение 200 миллионов лет шёл процесс формирования твёрдых плотных тел, наподобие планет земной группы. Во время этого этапа из области Юпитера и Сатурна диссипировала часть газа, что затем повлияло на различие в химическом составе Сатурна и Солнца. Затем начался второй этап, когда самые крупные тела достигли удвоенной массы Земли. На протяжении нескольких сотен тысяч лет длился процесс аккреции газа на эти тела из первичного протопланетного облака.
На втором этапе температура наружных слоёв Сатурна достигала 2000 °C.

## Атмосфера и строение

Полярное сияние над северным полюсом Сатурна. Сияния окрашены в голубой цвет, а лежащие внизу облака — в красный. Прямо под сияниями видно обнаруженное ранее шестиугольное облако

Верхние слои атмосферы Сатурна состоят на 96,3 % из водорода (по объёму) и на 3,25 % — из гелия (по сравнению с 10 % в атмосфере Юпитера). Имеются примеси метана, аммиака, фосфина, этана и некоторых других газов. Аммиачные облака в верхней части атмосферы мощнее юпитерианских. Облака нижней части атмосферы состоят из гидросульфида аммония (NH4SH) или воды.
По данным «Вояджеров», на Сатурне дуют сильные ветра, до 500 м/с. Ветра дуют в основном в восточном направлении (по направлению осевого вращения). Их сила ослабевает при удалении от экватора; при удалении от экватора появляются также и западные атмосферные течения. Ряд данных указывает, что циркуляция атмосферы происходит не только в слое верхних облаков, но и на глубине, по крайней мере, до 2 тыс. км. Кроме того, измерения «Вояджера-2» показали, что ветры в южном и северном полушариях симметричны относительно экватора. Есть предположение, что симметричные потоки как-то связаны под слоем видимой атмосферы.

Британские астрономы обнаружили в атмосфере Сатурна новый тип полярного сияния, которое образует кольцо вокруг одного из полюсов планеты

В атмосфере Сатурна иногда появляются устойчивые образования, представляющие собой сверхмощные ураганы. Аналогичные объекты наблюдаются и на других газовых планетах Солнечной системы (см. Большое красное пятно на Юпитере, Большое тёмное пятно на Нептуне). Гигантский «Большой белый овал» появляется на Сатурне примерно один раз в 30 лет, в последний раз он наблюдался в 2010 году (менее крупные ураганы образуются чаще).
12 ноября 2008 года камеры станции «Кассини» получили изображения северного полюса Сатурна в инфракрасном диапазоне. На них исследователи обнаружили полярные сияния, подобные которым не наблюдались ещё ни разу в Солнечной системе. Также данные сияния наблюдались в ультрафиолетовом и видимом диапазонах. Полярные сияния представляют собой яркие непрерывные кольца овальной формы, окружающие полюс планеты. Кольца располагаются на широте, как правило, в 70—80°. Южные кольца располагаются на широте в среднем 75 ± 1°, а северные — ближе к полюсу примерно на 1,5°, что связано с тем, что в северном полушарии магнитное поле несколько сильнее. Иногда кольца становятся спиральной формы вместо овальной.
В отличие от Юпитера полярные сияния Сатурна не связаны с неравномерностью вращения плазменного слоя во внешних частях магнитосферы планеты. Предположительно, они возникают из-за магнитного пересоединения под действием солнечного ветра. Форма и вид полярных сияний Сатурна сильно меняются с течением времени. Их расположение и яркость сильно связаны с давлением солнечного ветра: чем оно больше, тем сияния ярче и ближе к полюсу. Среднее значение мощности полярного сияния составляет 50 ГВт в диапазоне 80—170 нм (ультрафиолет) и 150—300 ГВт в диапазоне 3—4 мкм (инфракрасный).
Во время бурь и штормов на Сатурне наблюдаются мощные разряды молнии. Электромагнитная активность Сатурна, вызванная ими, колеблется с годами от почти полного отсутствия до очень сильных электрических бурь.
28 декабря 2010 года «Кассини» сфотографировал шторм, напоминающий сигаретный дым. Ещё один, особенно мощный шторм, был зафиксирован 20 мая 2011 года.

### Шестиугольное образование на северном полюсе

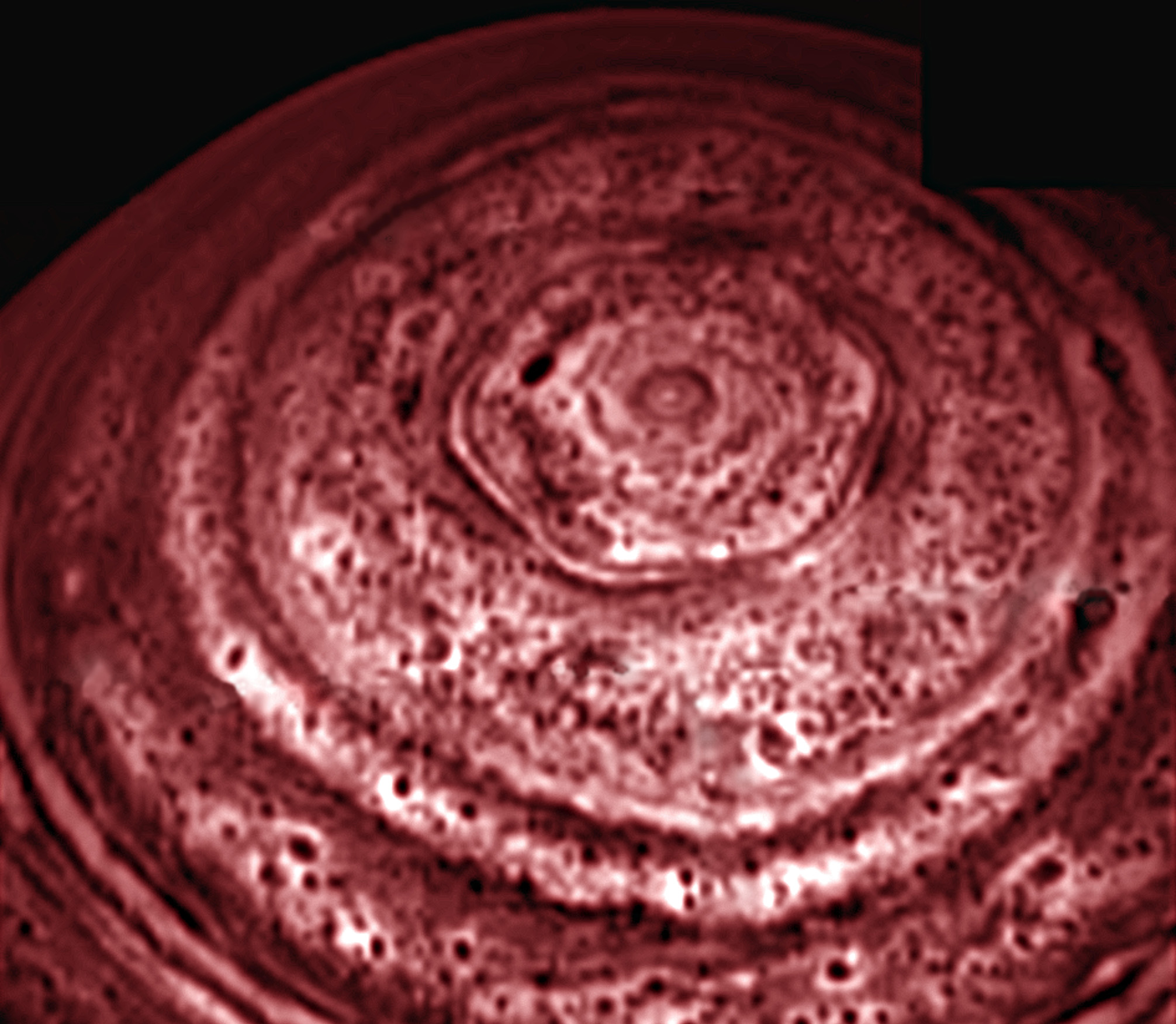
Гексагональное атмосферное образование на северном полюсе Сатурна

Облака на северном полюсе Сатурна образуют гигантский шестиугольник (гексагон). Впервые это обнаружено во время пролётов «Вояджера» около Сатурна в 1980-х годах, подобное явление никогда не наблюдалось ни в одном другом месте Солнечной системы. Шестиугольник располагается на широте 78°, и каждая его сторона составляет приблизительно 13 800 км, то есть больше диаметра Земли и внутри него могут поместиться четыре Земли. Период его вращения — 10 часов 39 минут. Этот период совпадает с периодом изменения интенсивности радиоизлучения, который, в свою очередь, принят равным периоду вращения внутренней части Сатурна.
Странная структура облаков показана на инфракрасном изображении, полученном обращающимся вокруг Сатурна космическим аппаратом «Кассини» в октябре 2006 года. Изображения показывают, что шестиугольник оставался стабильным все 20 лет после полёта «Вояджера», причём шестиугольная структура облаков сохраняется во время их вращения. Отдельные облака на Земле могут иметь форму шестиугольника, но, в отличие от них, шестиугольник на Сатурне близок к правильному.
Предполагается, что в районе гексагона имеется значительная неравномерность облачности. Области, в которых облачность практически отсутствует, имеют высоту до 75 км.
Полного объяснения этого явления пока нет, однако учёным удалось провести эксперимент, который довольно точно смоделировал эту атмосферную структуру. 30-литровый баллон с водой поставили на вращающуюся установку, причём внутри были размещены маленькие кольца, вращающиеся быстрее ёмкости. Чем больше была скорость кольца, тем больше форма вихря, который образовывался при совокупном вращении элементов установки, отличалась от круговой. В этом эксперименте был получен, в том числе, и 6-угольный вихрь.
В центре гексагона Северного полюса Сатурна вращается большой турбулентный вихрь. Такой же вихрь имеется и на его Южном полюсе, но без гексагона.

### Внутреннее строение

Внутреннее строение Сатурна

В глубине атмосферы Сатурна растут давление и температура, а водород переходит в жидкое состояние, однако этот переход является постепенным. На глубине около 30 тыс. км водород становится металлическим (давление там достигает около 3 миллионов атмосфер). Циркуляция электрических токов в металлическом водороде создаёт магнитное поле (гораздо менее мощное, чем у Юпитера). В центре планеты находится массивное ядро из твёрдых и тяжёлых материалов — силикатов, металлов и, предположительно, более летучих веществ, в планетологии известных как «льды». Его масса составляет приблизительно от 9 до 22 масс Земли. Температура ядра достигает 11 700 °C, а энергия, которую Сатурн излучает в космос, в 2,5 раза больше энергии, которую планета получает от Солнца. Значительная часть этой энергии генерируется за счёт механизма Кельвина — Гельмгольца (когда температура планеты падает, то падает и давление в ней, в результате она сжимается, а потенциальная энергия её вещества переходит в тепло). При этом, однако, было показано, что этот механизм не может являться единственным источником энергии планеты. Предполагается, что дополнительная часть тепла создаётся за счёт конденсации и последующего падения капель гелия через слой водорода (менее плотный, чем капли) вглубь ядра. Результатом является переход потенциальной энергии этих капель в тепловую. По оценкам, область ядра имеет диаметр приблизительно 25 000 км.

## Магнитное поле

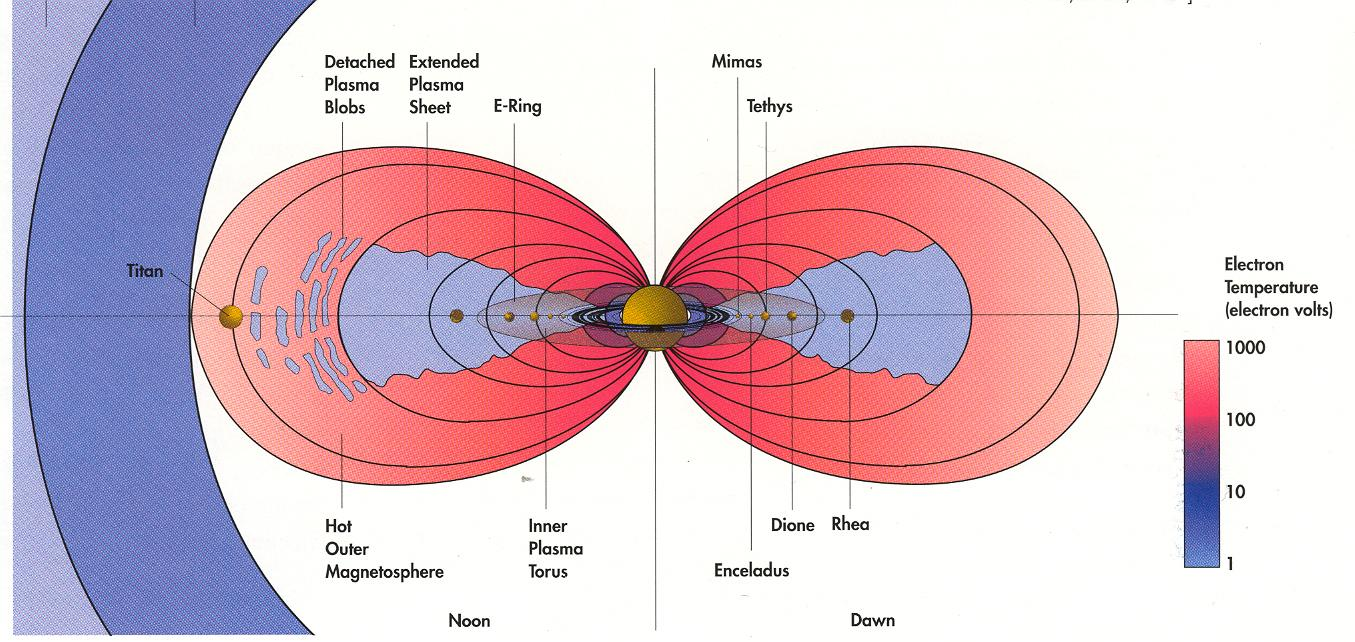
Структура магнитосферы Сатурна

Магнитосфера Сатурна открыта космическим аппаратом «Пионер-11» в 1979 году. По размерам уступает только магнитосфере Юпитера. Магнитопауза, граница между магнитосферой Сатурна и солнечным ветром, расположена на расстоянии порядка 20 радиусов Сатурна от его центра, а хвост магнитосферы протягивается на сотни радиусов. Магнитосфера Сатурна наполнена плазмой, продуцируемой планетой и её спутниками. Среди спутников наибольшую роль играет Энцелад, гейзеры которого  выбрасывают  водяной пар, часть которого ионизируется магнитным полем Сатурна.
Взаимодействие между магнитосферой Сатурна и солнечным ветром генерирует яркие овалы полярного сияния вокруг полюсов планеты, наблюдаемые в видимом, ультрафиолетовом и инфракрасном свете.
Магнитное поле Сатурна, так же как и Юпитера, создаётся за счёт эффекта динамо при циркуляции металлического водорода во внешнем ядре. Магнитное поле является почти дипольным, так же как и у Земли, с северным и южным магнитными полюсами. Северный магнитный полюс находится в северном полушарии, а южный — в южном, в отличие от Земли, где расположение географических полюсов противоположно расположению магнитных. Величина магнитного поля на экваторе Сатурна 21 мкТл (0,21 Гс), что соответствует дипольному магнитному моменту примерно в 4,6 × 1018 Тл·м³. Магнитный диполь Сатурна жёстко связан с его осью вращения, поэтому магнитное поле очень асимметрично. Диполь несколько смещён вдоль оси вращения Сатурна к северному полюсу. Магнитная ось Сатурна практически совпадает с осью его вращения — угол отклонения не превышает 0,01° (у Земли — 11°).
Внутреннее магнитное поле Сатурна отклоняет солнечный ветер от поверхности планеты, предотвращая его взаимодействие с атмосферой, и создаёт область, называемую магнитосферой и наполненную плазмой совсем иного вида, чем плазма солнечного ветра. Магнитосфера Сатурна — вторая по величине в Солнечной системе, наибольшая — магнитосфера Юпитера. Как и в магнитосфере Земли, граница между солнечным ветром и магнитосферой называется магнитопаузой. Расстояние от магнитопаузы до центра планеты (по прямой Солнце — Сатурн) варьируется от 16 до 27 R♄ (R♄ = 60 330 км — экваториальный радиус Сатурна). Расстояние зависит от давления солнечного ветра, который зависит от солнечной активности. Среднее расстояние до магнитопаузы составляет 22 R♄. С другой стороны планеты солнечный ветер растягивает магнитное поле Сатурна в длинный магнитный хвост.

## Кольца

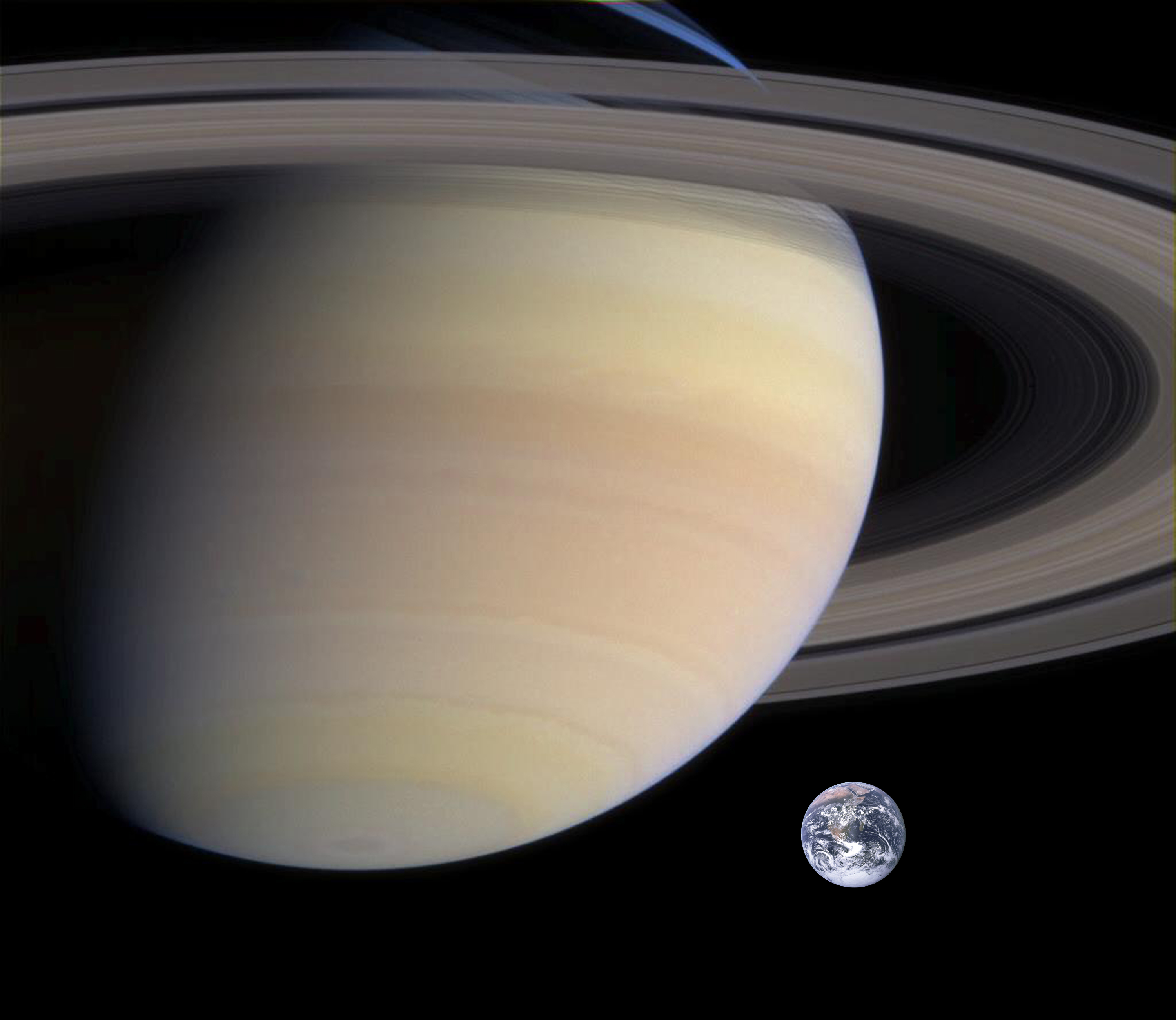
Сравнение Сатурна и Земли (фотомонтаж)

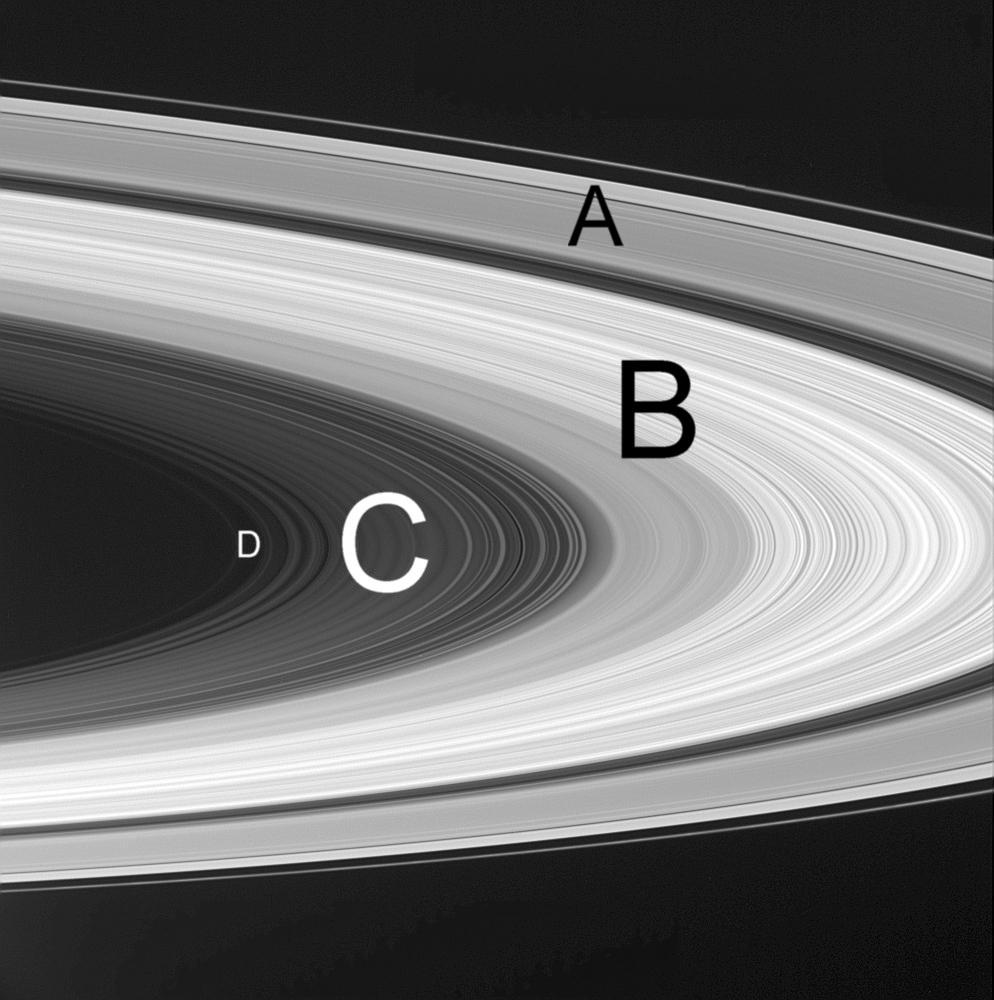
Кольца Сатурна, главные обозначены

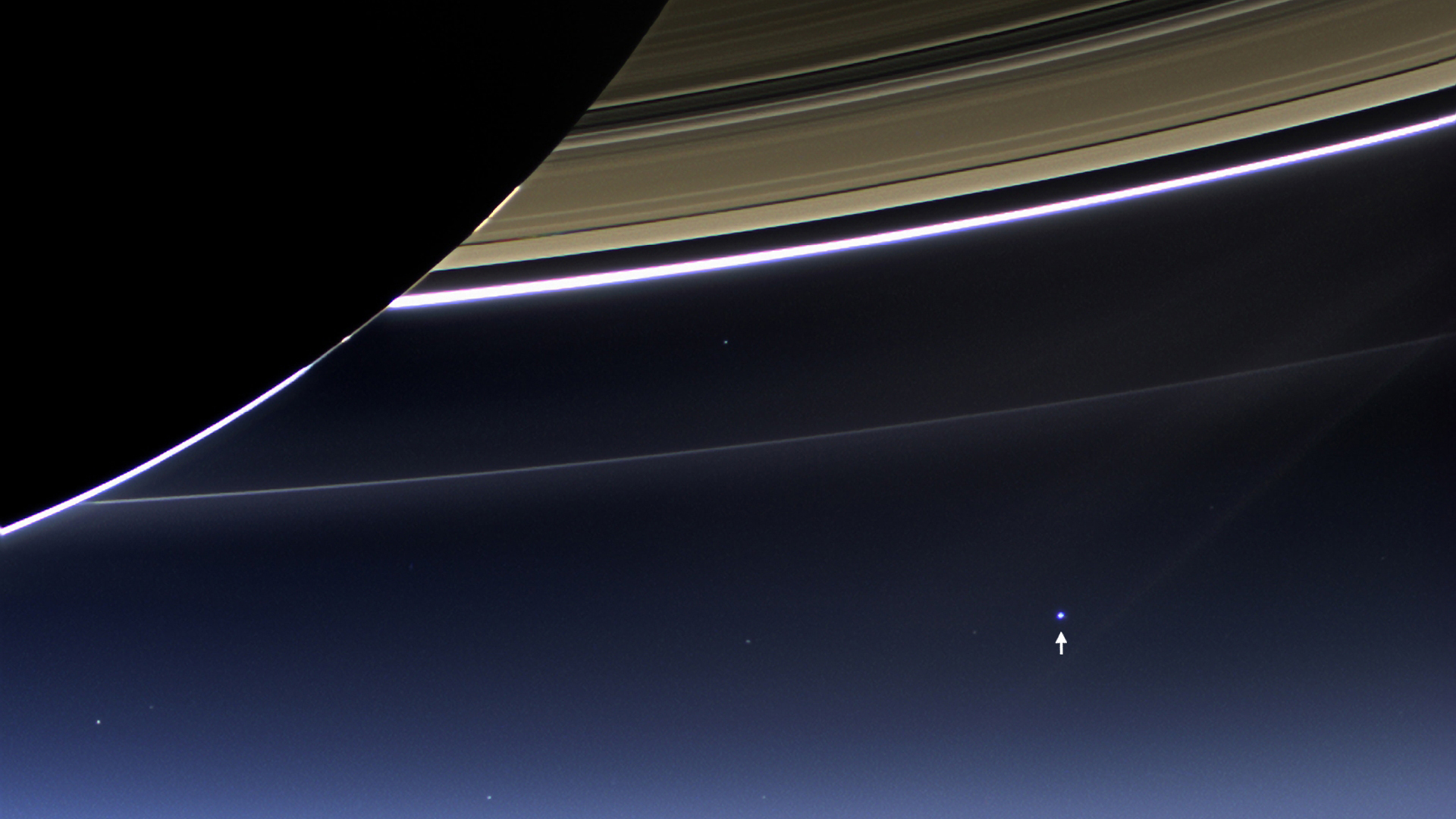
Снимок Земли, сделанный межпланетной станцией Кассини около Сатурна (19.07.2013).

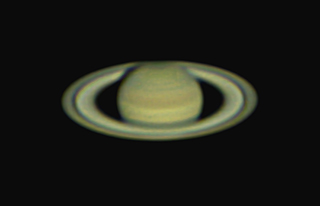
Вид Сатурна в телескоп с Земли, обсерватория Ла-Каньяда (код J87), Авила, Испания, 2015 год

Сегодня известно, что у всех четырёх газовых гигантов есть кольца, но у Сатурна они самые заметные. Кольца расположены под углом приблизительно 28° к плоскости эклиптики. Поэтому с Земли в зависимости от взаимного расположения планет они выглядят по-разному, меняется их так называемое «раскрытие» — от максимального, когда видна вся их ширина в плоскости, до минимального, очень тонкой полоски, когда эта плоскость видна «с ребра». Как предполагал ещё Гюйгенс, кольца не являются сплошным твёрдым телом, а состоят из миллиардов мельчайших частиц, находящихся на околопланетной орбите. Это было доказано спектрометрическими наблюдениями А. А. Белопольского в Пулковской обсерватории и двумя другими учёными в 1895—1896 годах.
Существует три основных кольца и четвёртое — более тонкое. Все вместе они отражают больше света, чем диск самого Сатурна. Три основных кольца принято обозначать первыми буквами латинского алфавита. Кольцо В — центральное, самое широкое и яркое, оно отделяется от внешнего кольца А щелью Кассини шириной почти 4000 км, в которой находятся тончайшие, почти прозрачные кольца. Внутри кольца А есть тонкая щель, которая называется разделительной полосой Энке. Кольцо С, находящееся ещё ближе к планете, чем В, почти прозрачно.
Кольца Сатурна очень тонкие. При диаметре около 250 000 км их толщина не достигает и километра (хотя существуют на поверхности колец и своеобразные горы). Несмотря на внушительный вид, количество вещества, составляющего кольца, крайне незначительно. Если его собрать в монолит, его диаметр не превысил бы 100 км. На изображениях, полученных зондами, видно, что на самом деле кольца образованы из тысяч колец, чередующихся со щелями; картина напоминает дорожки грампластинок. Частички, из которых состоят кольца, имеют размер от 1 сантиметра до 10 метров. По составу они на 93 % состоят изо льда с незначительными примесями (которые могут включать в себя сополимеры, образующиеся под действием солнечного излучения, и силикаты) и на 7 % из углерода.
Существует согласованность движения частиц в кольцах и спутников планеты. Некоторые из них, так называемые «спутники-пастухи», играют роль в удержании колец на их местах. Мимас, например, находится в резонансе 2:1 c щелью Кассини и под воздействием его притяжения вещество удаляется из неё, а Пан находится внутри разделительной полосы Энке. В 2010 году были получены данные от зонда Кассини, которые говорят о том, что кольца Сатурна колеблются. Колебания складываются из постоянных возмущений, которые вносит Мимас, и самопроизвольных возмущений, возникающих из-за взаимодействия летящих в кольце частиц. Происхождение колец Сатурна ещё не совсем ясно. По одной из теорий, выдвинутой в 1849 году Эдуардом Рошем, кольца образовались вследствие распада жидкого спутника под действием приливных сил. По другой — спутник распался из-за удара кометы или астероида.
Существует гипотеза, согласно которой у одного из спутников Сатурна — Реи, могут быть свои кольца.
| Год  | Раскрытие колец Сатурна (градусы) |
| ---- | --------------------------------- |
| 1965 | 0                                 |
| 1972 | 26,73                             |
| 1980 | 0                                 |
| 1987 | -26,73                            |
| 1994 | 0                                 |
| 2002 | 26,73                             |
| 2009 | 0                                 |
| 2016 | -26,73                            |
| 2023 | 0                                 |

Наблюдать кольца Сатурна удобнее всего, когда их раскрытие максимально. В это время на Сатурне либо зима, либо лето.

## Спутники
Крупнейшие спутники — Мимас, Энцелад, Тефия, Диона, Рея, Титан и Япет — были открыты к 1789 году, однако и по сегодняшний день остаются основными объектами исследований. Диаметры этих спутников варьируются в пределе от 397 (Мимас) до 5150 км (Титан), большая полуось орбиты от 186 тыс. км (Мимас) до 3561 тыс. км (Япет). Распределение по массам соответствует распределению по диаметрам. Наибольшим эксцентриситетом орбиты обладает Титан, наименьшим — Диона и Тефия. Все спутники c известными параметрами находятся выше синхронной орбиты, что приводит к их постепенному удалению.

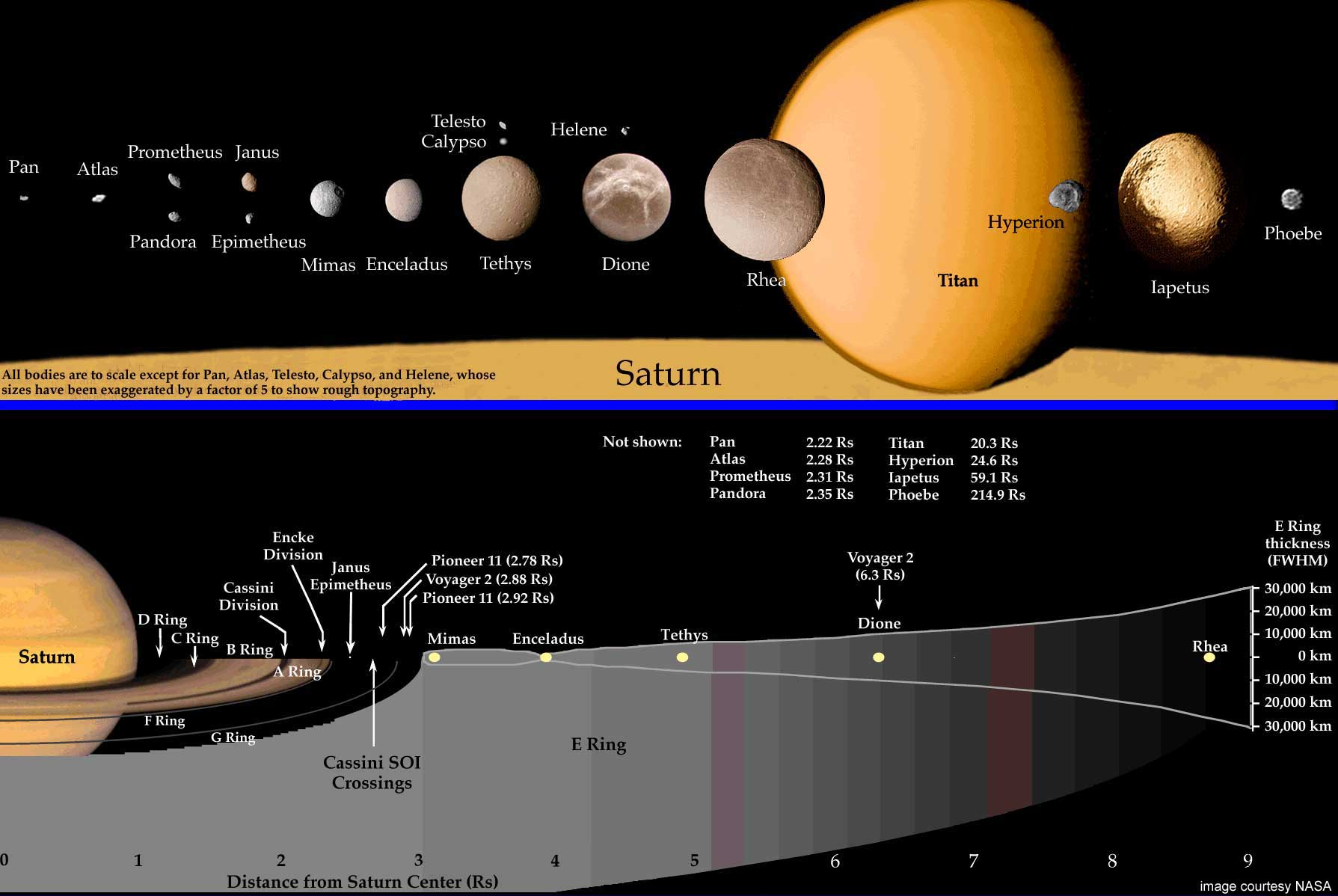
Спутники Сатурна и их расположение

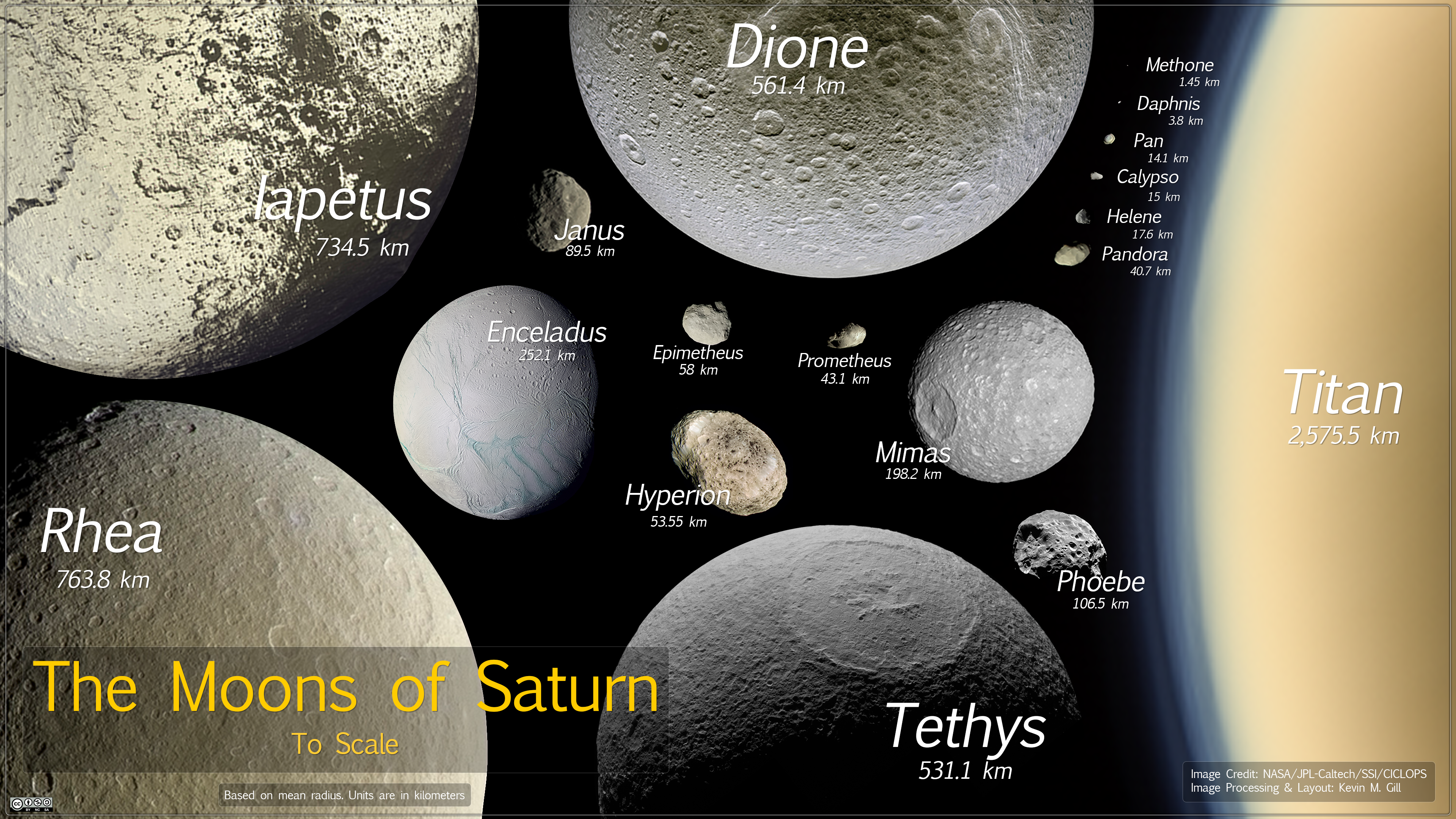
Сравнение размеров спутников Сатурна

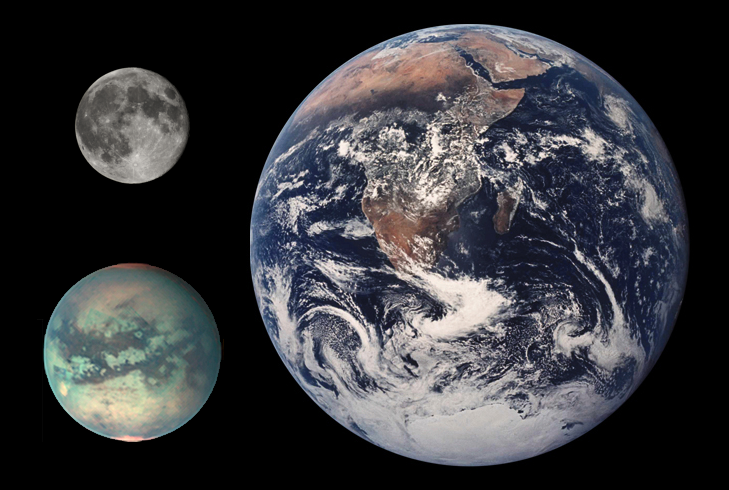
Сравнение размеров Земли, Титана и Луны

Самый крупный из спутников — Титан. Также он является вторым по величине в Солнечной системе в целом, после спутника Юпитера Ганимеда. Титан состоит примерно наполовину из водяного льда и наполовину — из скальных пород. Такой состав схож с некоторыми другими крупными спутниками газовых планет, но Титан сильно отличается от них составом и структурой своей атмосферы, которая преимущественно состоит из азота, также имеется небольшое количество метана и этана, которые образуют облака. Также Титан является единственным, кроме Земли, телом в Солнечной системе, для которого доказано существование жидкости на поверхности. Возможность возникновения простейших организмов не исключается учёными. Диаметр Титана на 50 % больше, чем у Луны. Также он превосходит размерами планету Меркурий, хотя и уступает ей по массе.
Другие основные спутники также имеют характерные особенности. Так, Япет имеет два полушария с разным альбедо (0,03—0,05 и 0,5 соответственно). Поэтому, когда Джованни Кассини открыл данный спутник, то обнаружил, что он виден только тогда, когда находится по определённую сторону от Сатурна. Ведущее и заднее полушария Дионы и Реи также имеют свои отличия. Ведущее полушарие Дионы сильно кратерировано и однородно по яркости. Заднее полушарие содержит тёмные участки, а также паутину тонких светлых полосок, являющихся ледяными хребтами и обрывами. Отличительной особенностью Мимаса является огромный ударный кратер Гершель диаметром 130 км. Аналогично Тефия имеет кратер Одиссей диаметром 400 км. Энцелад согласно изображениям «Вояджер-2» имеет поверхность с участками разного геологического возраста, массивными кратерами в средних и высоких северных широтах и незначительными кратерами ближе к экватору.
По состоянию на октябрь 2019 года известно 82 спутника Сатурна, 12 из которых открыты при помощи космических аппаратов: «Вояджер-1» (1980), «Вояджер-2» (1981), «Кассини» (2004—2007). Большинство спутников, кроме Гипериона и Фебы, имеет синхронное собственное вращение — они повёрнуты к Сатурну всегда одной стороной. Информации о вращении самых мелких спутников нет. Тефии и Дионе сопутствуют по два спутника в точках Лагранжа L4 и L5.
В течение 2006 года команда учёных под руководством Дэвида Джуитта из Гавайского университета, работающих на японском телескопе Субару на Гавайях, объявляла об открытии 9 спутников Сатурна. Все они относятся к так называемым нерегулярным спутникам, которые отличаются ретроградной орбитой. Период их обращения вокруг планеты составляет от 862 до 1300 дней.
В 2015 году впервые были получены качественные снимки одного из спутников — Тефии — с хорошо освещённым гигантским ударным кратером, названным Одиссеем.
В 2019 году также с помощью телескопа Субару на Гавайях командой учёных под руководством Скотта Шеппарда из Института Карнеги были обнаружены 20 новых спутников Сатурна, вращающихся по ретроградной орбите.
С 3 по 16 мая 2023 года было сообщено об открытии ещё 62 спутников, а общее число спутников было заявлено как 145.
23 мая 2023 года было объявлено об открытии 146-го спутника Сатурна S/2006 S 20.
11 марта 2025 астрономы объявили об обнаружении 128 новых спутников Сатурна, общее число известных спутников планеты достигло 274.

## Исследования планеты
Сатурн был известен с доисторических времён, он одна из пяти планет Солнечной системы, легко видимых невооружённым глазом с Земли (в максимуме его блеск превышает первую звёздную величину). В ранней письменной истории он был одним из главных персонажей в различных мифологиях.
Вавилонские астрономы систематически наблюдали и записывали движения Сатурна с первой половины второго тысячелетия до нашей эры.
Во II веке греческий астроном Клавдий Птолемей проводил расчёты орбиты Сатурна основываясь на наблюдениях противостояний планеты.

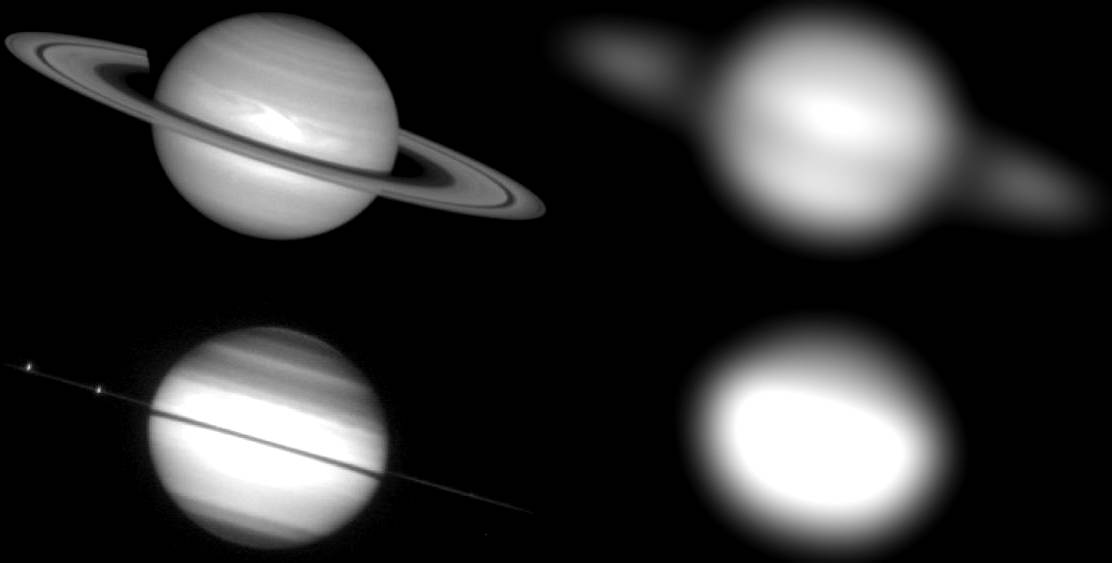
Вид Сатурна в современный телескоп (слева) и в телескоп времён Галилея (справа)

Первые наблюдая Сатурн через телескоп начались с Галилео Галилея, в 1609—1610 годах он заметил, что Сатурн выглядит не как единое небесное тело, а как три тела, почти касающихся друг друга, и высказал предположение, что это два крупных «компаньона» (спутника) Сатурна. Два года спустя Галилей повторил наблюдения и, к своему изумлению, не обнаружил «спутников».
В 1659 году Гюйгенс с помощью более мощного телескопа выяснил, что «компаньоны» — это на самом деле тонкое плоское кольцо, опоясывающее планету и не касающееся её. Гюйгенс также открыл самый крупный спутник Сатурна — Титан. Начиная с 1675 года изучением планеты занимался Кассини. Он заметил, что кольцо состоит из двух колец, разделённых чётко видимым зазором — щелью Кассини, и открыл ещё несколько крупных спутников Сатурна: Япет, Тефию, Диону и Рею.
В дальнейшем значительных открытий не было до 1789 года, когда Уильям Гершель открыл ещё два спутника — Мимас и Энцелад. Затем группой британских астрономов был открыт спутник Гиперион, с формой, сильно отличающейся от сферической, находящийся в орбитальном резонансе с Титаном.
В 1899 году Уильям Пикеринг открыл Фебу, которая относится к классу нерегулярных спутников и не вращается синхронно с Сатурном как большинство спутников. Период её обращения вокруг планеты — более 500 дней, при этом обращение идёт в обратном направлении.
В 1944 году Джерардом Койпером было открыто наличие мощной атмосферы на другом спутнике — Титане. Данное явление для спутника уникально в Солнечной системе.

Сатурн, как его видно с Земли в противостояние, 2001—2029 гг. (компьютерное моделирование)

В 1990-х Сатурн, его спутники и кольца неоднократно исследовались космическим телескопом «Хаббл». Долговременные наблюдения дали немало новой информации, которая была недоступна для «Пионера-11» и «Вояджеров» при их однократном пролёте мимо планеты. Также было открыто несколько спутников Сатурна, и определена максимальная толщина его колец.
Также широкомасштабные наблюдения Сатурна велись Южной Европейской обсерваторией в период с 2000 по 2003 год, было обнаружено несколько маленьких спутников неправильной формы.
Сатурн является популярным объектом наблюдения в любительской астрономии, чтобы наблюдать кольца Сатурна, необходим телескоп с апертурой не менее 15 мм. При апертуре инструмента в 100 мм видны более тёмная полярная шапка, тёмная полоса у тропика и тень колец на планете. А при апертуре 150—200 мм станут различимы четыре-пять полос облаков в атмосфере и неоднородности в них, но их контраст будет заметно меньше, чем у юпитерианских.
Исследования с помощью космических аппаратов

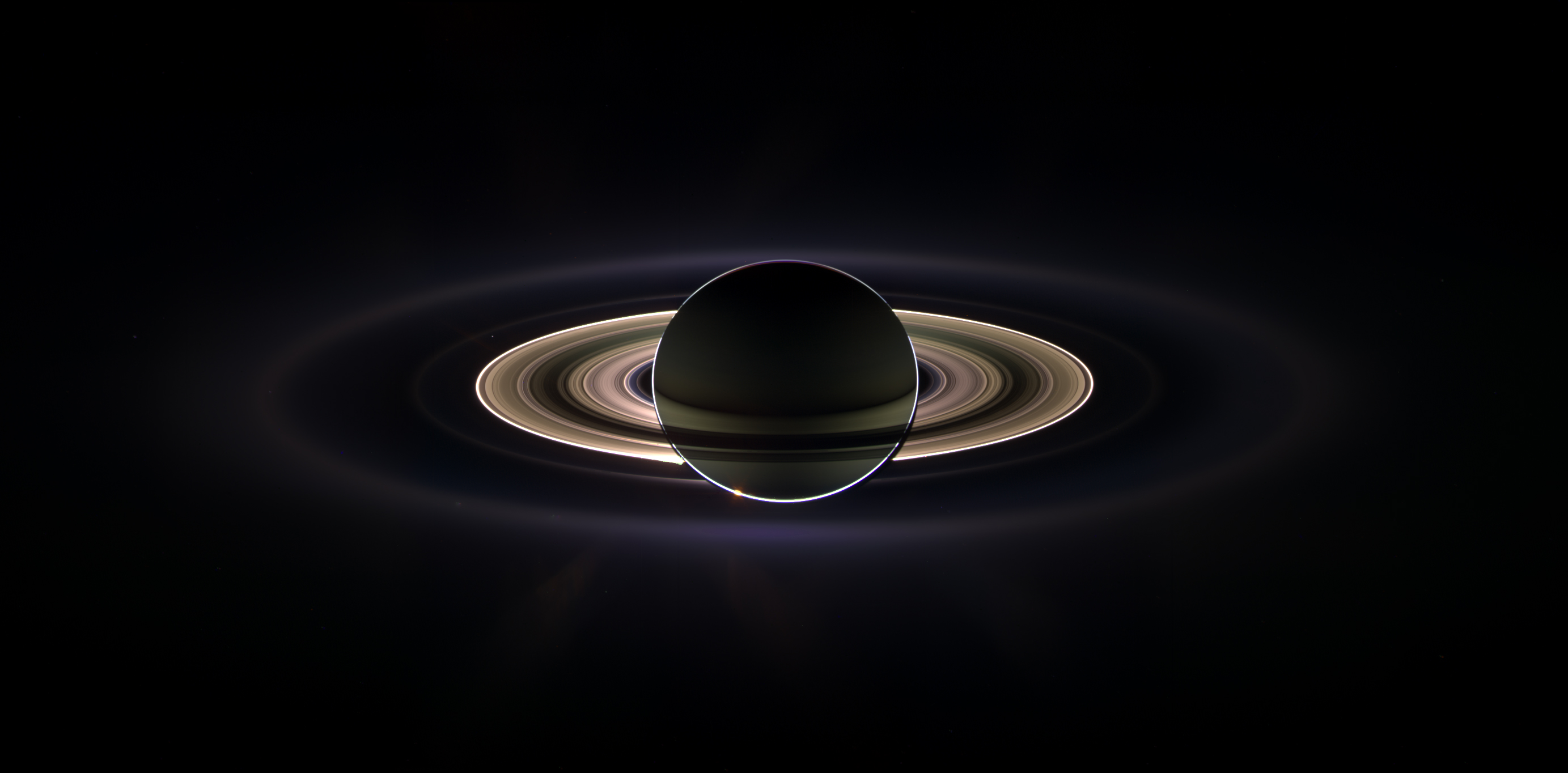
Затмение Солнца Сатурном 15 сентября 2006. Фото межпланетной станции Кассини с расстояния 2,2 млн км. На фотографии слева, над самым ярким кольцом видна маленькая голубая точка — Земля (точка расположена слева вверху и видна только при сильном увеличении рисунка)

В 1979 году автоматическая межпланетная станция (АМС) США «Пионер-11» впервые в истории пролетела вблизи Сатурна. Изучение планеты началось 2 августа 1979 года. Окончательное сближение с Сатурном состоялось 1 сентября 1979 года. Во время полёта аппарат приблизился к слою максимальной облачности планеты на расстояние 21 400 км. Были получены изображения планеты и некоторых её спутников, однако их разрешение было недостаточно для того, чтобы разглядеть детали поверхности. Также, ввиду малой освещённости Сатурна Солнцем, изображения были слишком тусклые. Аппарат также пролетел под плоскостью колец для их изучения. В числе открытий было обнаружение тонкого кольца F. Кроме того, было обнаружено, что многие участки, видимые с Земли как светлые, были видны с «Пионера-11» как тёмные, и наоборот. Также аппаратом была измерена температура Титана. Исследования планеты продолжались до 15 сентября, после чего аппарат стал удаляться от Сатурна и Солнца.
В 1980—1981 годах за «Пионером-11» последовали также американские АМС «Вояджер-1» и «Вояджер-2». «Вояджер-1» сблизился с планетой 13 ноября 1980 года, но его исследование Сатурна началось ещё за три месяца до этого. Во время прохождения был сделан ряд фотографий в высоком разрешении. Удалось получить изображение спутников: Титана, Мимаса, Энцелада, Тефии, Дионы, Реи. При этом аппарат пролетел около Титана на расстоянии всего 6500 км, что позволило собрать данные о его атмосфере и температуре. Было установлено, что атмосфера Титана настолько плотная, что не пропускает достаточного количества света в видимом диапазоне, поэтому фотографий деталей его поверхности получить не удалось. После этого аппарат покинул плоскость эклиптики Солнечной системы, чтобы заснять Сатурн с полюса.

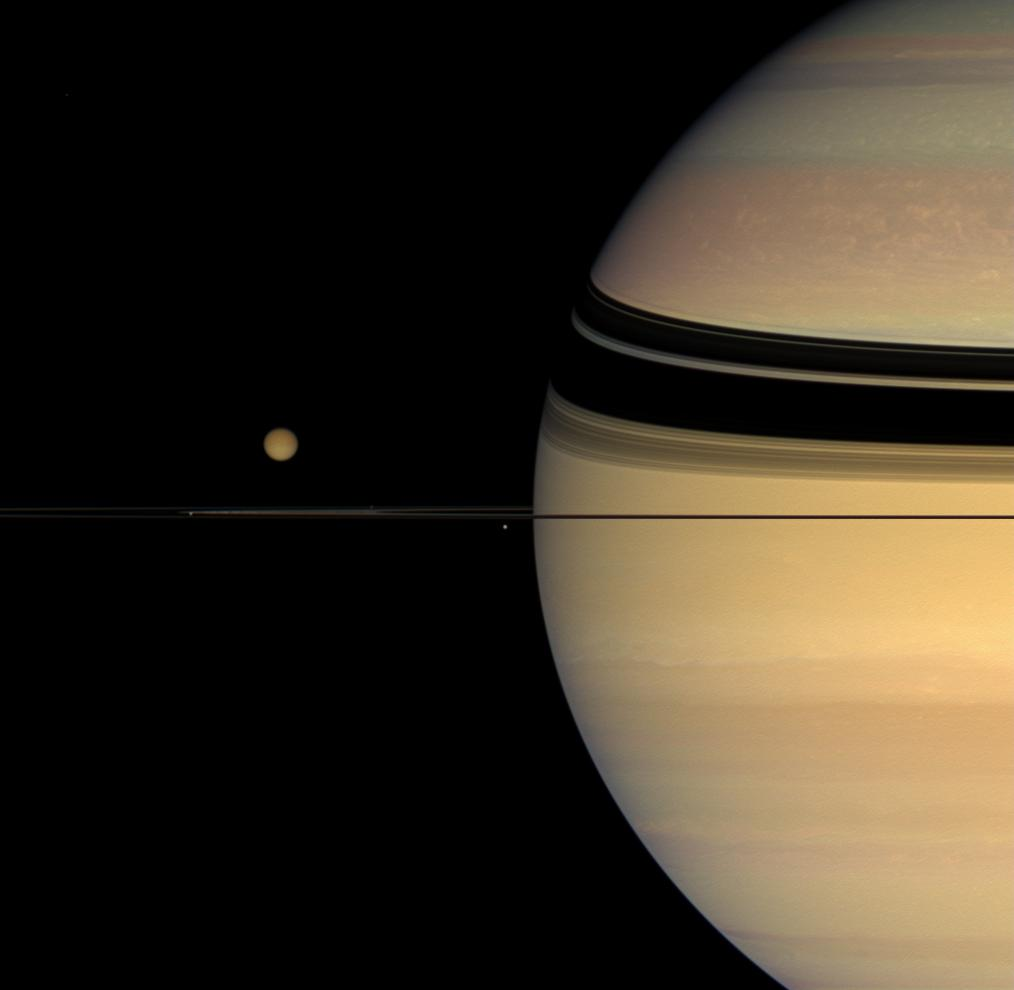
Сатурн и его спутники — Титан, Янус, Мимас и Прометей — на фоне колец Сатурна, видимых с ребра и диска планеты-гиганта

Годом позже, 25 августа 1981 года, к Сатурну приблизился «Вояджер-2». За время своего пролёта аппарат произвёл исследование атмосферы планеты с помощью радара. Были получены данные о температуре и плотности атмосферы. На Землю было отправлено около 16 000 фотографий с наблюдениями. Во время полётов система поворота камеры заклинилась на несколько суток, и часть необходимых изображений получить не удалось. Затем аппарат, используя силу притяжения Сатурна, развернулся и полетел по направлению к Урану. Также эти аппараты впервые обнаружили магнитное поле Сатурна и исследовали его магнитосферу, наблюдали штормы в атмосфере Сатурна, получили детальные снимки структуры колец и выяснили их состав. Были открыты щель Максвелла и щель Килера в кольцах. Кроме того, около колец было открыто несколько новых спутников планеты.
В 1997 году к Сатурну была запущена АМС «Кассини-Гюйгенс», которая после 7 лет полёта 1 июля 2004 года достигла системы Сатурна и вышла на орбиту вокруг планеты. Основными задачами этой миссии, рассчитанной первоначально на 4 года, являлось изучение структуры и динамики колец и спутников, а также изучение динамики атмосферы и магнитосферы Сатурна и детальное изучение крупнейшего спутника планеты — Титана.
До выхода на орбиту в июне 2004 года АМС прошла мимо Фебы и послала на Землю её снимки в высоком разрешении и другие данные. Кроме того, американский орбитальный аппарат «Кассини» неоднократно пролетал у Титана. Были получены изображения больших озёр и их береговой линии со значительным количеством гор и островов. Затем специальный европейский зонд «Гюйгенс» отделился от аппарата и на парашюте 14 января 2005 года спустился на поверхность Титана. Спуск занял 2 часа 28 минут. Во время спуска «Гюйгенс» отбирал пробы атмосферы. Согласно интерпретации данных с зонда «Гюйгенс», верхняя часть облаков состоит из метанового льда, а нижняя — из жидких метана и азота.
С начала 2005 года учёные наблюдали за излучением, идущим с Сатурна. 23 января 2006 года на Сатурне произошёл шторм, который дал вспышку, в 1000 раз превосходящую по мощности обычное излучение в диапазоне радиочастот. В 2006 году НАСА доложило об обнаружении аппаратом очевидных следов воды, которые извергаются гейзерами Энцелада. В мае 2011 года учёные НАСА заявили, что Энцелад «оказался наиболее приспособленным для жизни местом в Солнечной системе после Земли».

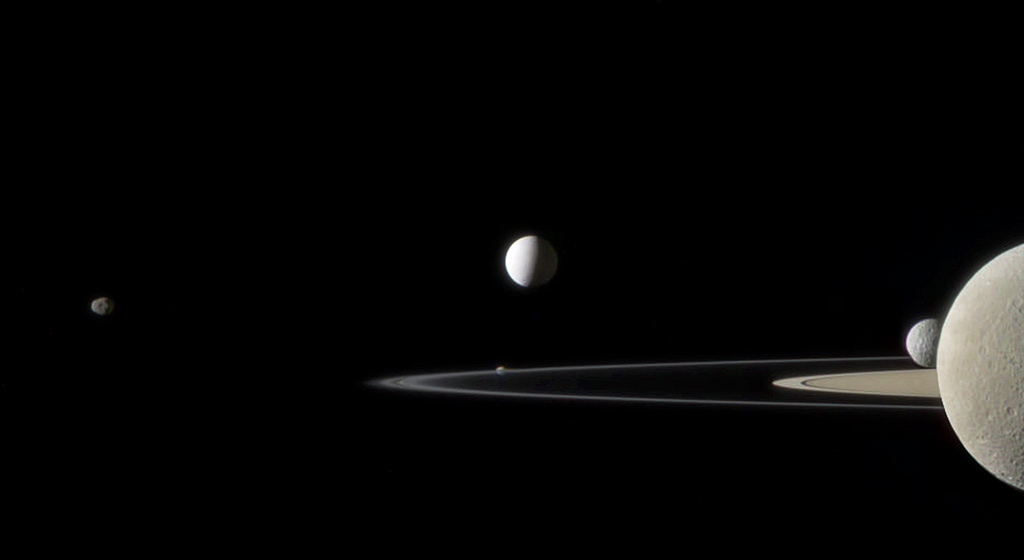
Сатурн и его спутники: в центре снимка — Энцелад, справа, крупным планом, видна половинка Реи, из-за которой выглядывает Мимас. Фотография сделана зондом «Кассини», июль 2011

Фотографии, сделанные «Кассини», позволили сделать другие значительные открытия. По ним были обнаружены ранее неоткрытые кольца планеты вне главной яркой области колец и внутри колец G и Е. Данные кольца получили названия R/2004 S1 и R/2004 S2. Предполагается, что материал для этих колец мог образоваться вследствие удара о Янус или Эпиметей метеорита или кометы.
В июле 2006 года снимки «Кассини» позволили установить наличие углеводородного озера недалеко от северного полюса Титана. Окончательно этот факт был подтверждён дополнительными снимками в марте 2007 года. В октябре 2006 года на южном полюсе Сатурна был обнаружен ураган диаметром 8000 км.
В октябре 2008 года «Кассини» передал изображения северного полушария планеты. С 2004 года, когда «Кассини» подлетел к ней, произошли заметные изменения, и теперь она окрашена в необычные цвета. Причины этого пока непонятны. Предполагается, что недавнее изменение цветов связано со сменой времён года. C 2004 года по 2 ноября 2009 года с помощью аппарата были открыты 8 новых спутников. Основная миссия «Кассини» закончилась в 2008 году, когда аппарат совершил 74 витка вокруг планеты. Затем задачи зонда были продлены до сентября 2010 года, а потом до 2017 года для изучения полного цикла сезонов Сатурна. 15 сентября 2017 года станция завершила свою миссию, сгорев в атмосфере планеты.

#### Будущие миссии

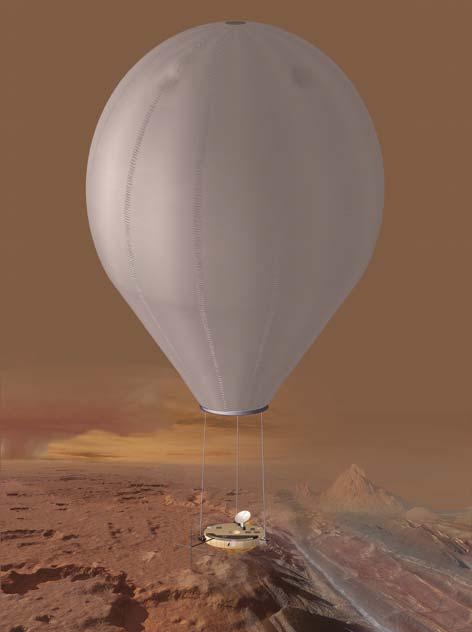
Концепт миссии «Titan Saturn System Mission» с воздушным шаром и посадочным модулем

В 2009 году появился совместный американско-европейский проект НАСА и ЕКА по запуску АМС «Titan Saturn System Mission» для изучения Сатурна и его спутников Титана и Энцелада. В ходе него станция 7—8 лет будет лететь к системе Сатурна, а затем станет спутником Титана на два года. Также с неё будут спущены воздушный шар-зонд в атмосферу Титана и посадочный модуль (возможно, плавающий). По состоянию на 2025 год, миссия «Titan Saturn System Mission» пока не включена в бюджет NASA и не является приоритетной в соответствии с десятилетним обзором планетарной науки, первичный приоритет был отдан миссии Dragonfly.
В 2010 году была предложена миссия Saturn Atmospheric Entry Probe по изучению атмосферы Сатурна при помощий зонда. Концептуальное исследование было проведено Planetary Science Decadal Survey. Учитывая орбиты и взаимное расположение Сатурна и Земли, оптимальный запуск был предложен на 30 августа 2027 года с прибытием 22 июня 2034 года.
В апреле 2017 года в рамках программы НАСА «Новые рубежи» Лабораторией прикладной физики Университета Джонса Хопкинса была предложена миссия Dragonfly, предполагающей посадку винтокрылого летательного аппарата на Титан. Целью исследований является поиск пребиотической химии и жизнепригодности в различных областях Титана, для чего спускаемый аппарат должен обладать возможностью вертикального взлёта и посадки (VTOL). В декабре 2017 года миссия стала финалистом конкурса, будучи выбранной (наряду с миссией CAESAR) из двенадцати предложений четвёртого этапа «Новых рубежей». 27 июня 2019 года НАСА выбрало миссию Dragonfly, после чего началась разработка, детальное проектирование и строительство аппарата с ожидаемым запуском в июле 2028 года и с прибытием к Сатурну в 2034 году.
Китайское национальное космическое управление (CNSA) разрабатывает миссию Shensuo (кит. трад. 神梭), ранее известную как Interstellar Express, предназначенную для исследования гелиосферы и межзвёздного пространства в том числе и Сатурна по аналогии с Вояджерами, миссия должна стать первым межзвёздным летательным аппаратом, сделанным за пределами США. Изначально запуск миссии Shensuo был запланирован на 2024 год, однако из-за пандемии COVID-19, которая вызвала некоторые задержки в разработке, запуск был перенесён на более поздний срок.

## В культуре
Сатурн известен людям тысячи лет и постоянно вызывал интерес не только у астрономов, но и у философов, мистиков и деятелей искусства.

### В мифологии

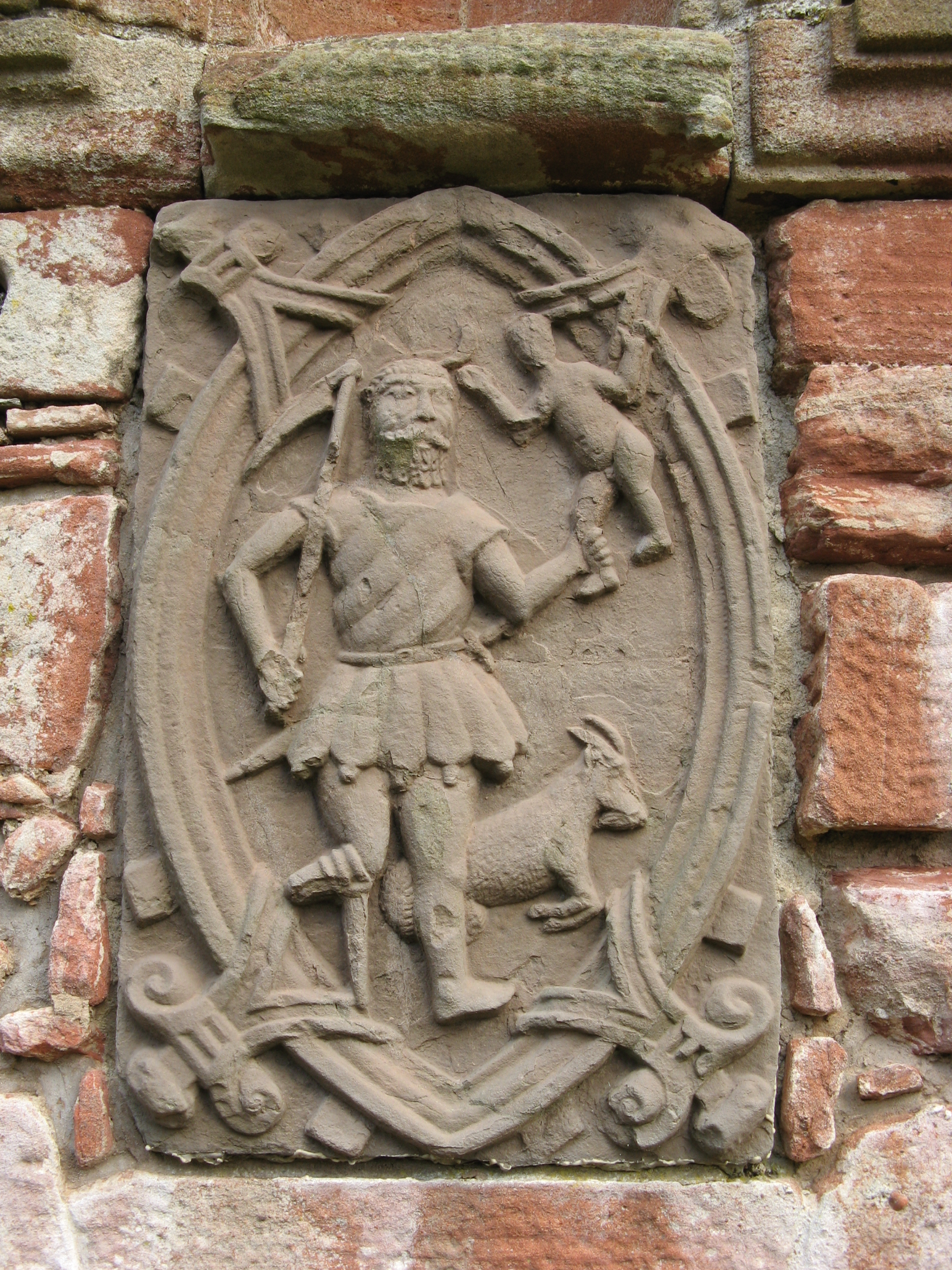
Изображение Сатурна на стене замка Эдзел

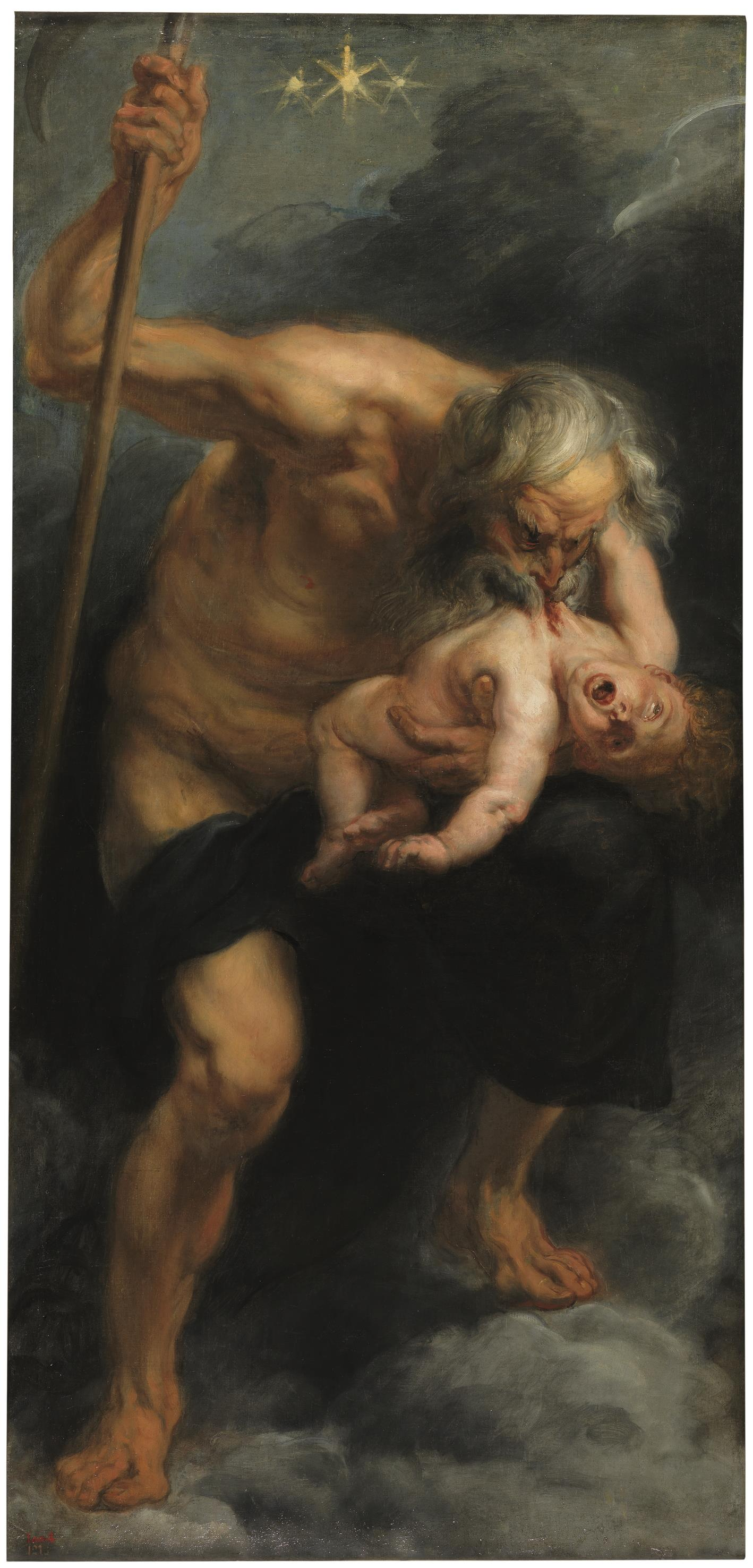
Питер Рубенс «Сатурн, пожирающий своего сына»

Сатурн был одним из главных персонажей в различных мифологиях.
В древнем Вавилоне планету называли Кайману и сопоставляли с богом Ниниб (Нинурта).
По Цицерону, древние греки называли Сатурн (звезду Сатурна) Φαίνων (Фенон / Фаэнон / Фэйнон Фоцифер («сияющий»), Файнон). Гигин сообщает, что также называлась звездой Солнца.
Римляне считали бога Сатурна эквивалентом греческого бога Кроноса и ежегодно проводили в честь него декабрьский праздник Сатурналии.
В индийской мифологии планете Сатурн соответствует Шани.
Древняя китайская и японская культуры обозначали планету Сатурн как «земную звезду» (土星), что было основано на философии У-син, которая традиционно использовались для классификации природных элементов.
В османском турецком, урду и малайском языках для Сатурна используется имя Зухал. Тимуридский поэт Алишер Навои называл в одном месте Сатурн злой планетой Кейван (Хамса, I:XLII), а в другой Зуҳал.
На иврите Сатурн называется Шаббатай Его ангел — Кассиэль, его разум или благотворный дух — Агиел, а его тёмный дух (демон) — Зазель. Зазель описывается как великий ангел, вызываемый в соломоновой магии, который «эффективен в любовных заклинаниях».
В оккультизме Сатурн соотносится со сфирой Бина. В 1928 году Евгением Гроше был основанный германский оккультный орден Братство Сатурна (лат. Fraternitas Saturni, FS, ФС).

### В массовой культуре

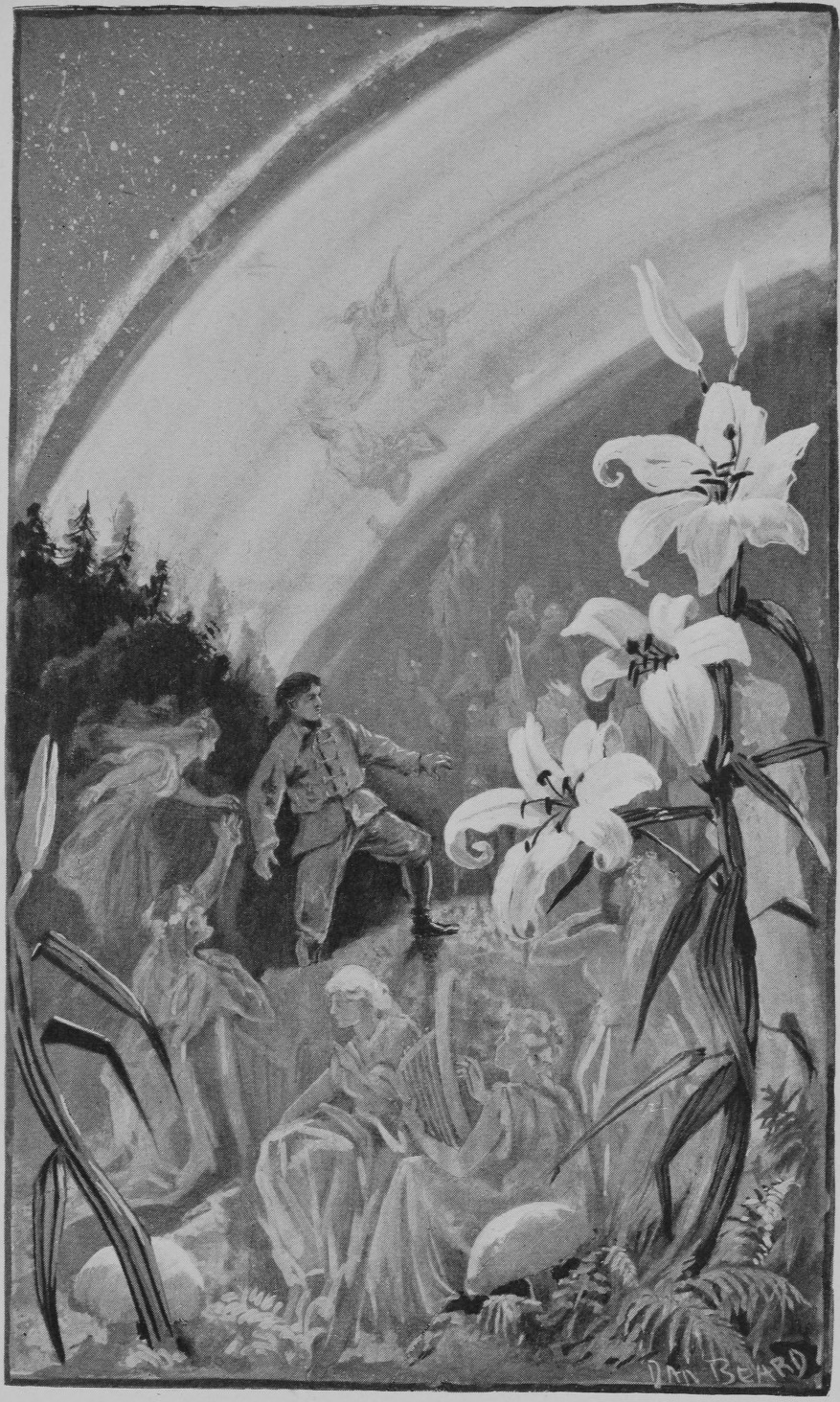
Иллюстрация из романа Джона Астора «Путешествия в другие миры», 1894 год

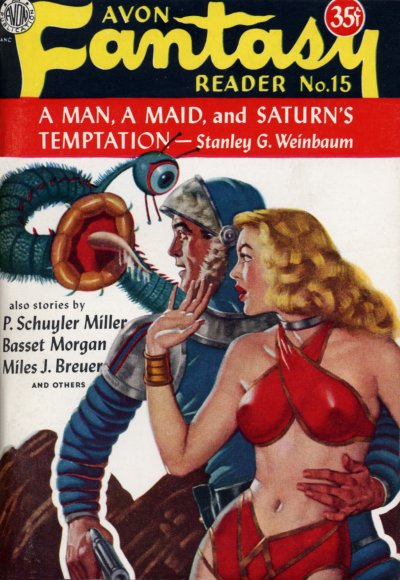
Обложка журнала Avon Fantasy Reader за март 1951 года, с иллюстрация к рассказу Стэнли Вайнбаума «Полёт на Титан»

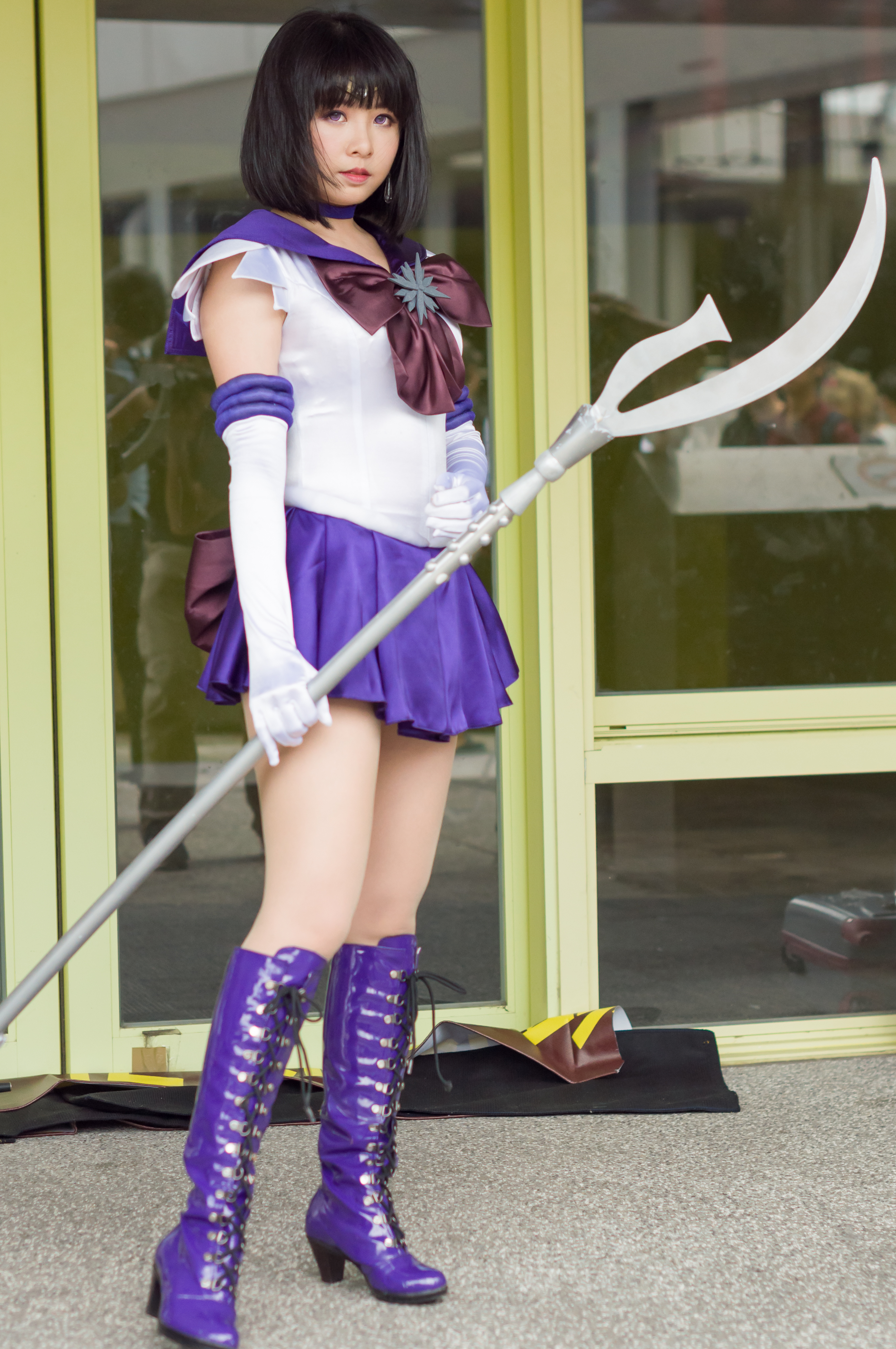
Сейлор Сатурн (косплей)

Сатурн как и другие планеты Солнечной системы, стал темой некоторых научно-фантастических книг. Долгое время Сатурн ошибочно считался твёрдой планетой, на поверхности которой может существовать жизнь. Самое раннее изображение Сатурна в художественной литературе было сделано в 1752 году Вольтером в повести «Микромегас» он описал встречу на Сатурне местного жителя и гигантского существа с планеты, вращающейся вокруг Сириуса
.
С тех пор обитатели Сатурна были изображены в нескольких различных произведениях, например, в романе Гемфри Дэви «Утешения в путешествии» 1830 года и анонимно опубликованном романе 1873 года «Рассказ о путешествиях и приключениях Поля Эрмонта среди планет». Иногда жителей Сатурна изображали воинственными, но доброжелательными, как в рассказе Лесли Ф. Стоуна 1935 года «Падение Меркурия», где они помогают человечеству в войне против Меркурия, и в рассказе 1933 года «Люди без теней» Стэнтона А. Кобленца, где они приходят на Землю как завоеватели, чтобы превратить её в утопию. В других произведениях они злые, например, в рассказе Клифтона Б. Круза 1935 года «Угроза с Сатурна» и его продолжении 1936 года «Барабаны». В романе 1890 года «Аврорафон» Сайруса Коула сатурнианцы сталкиваются с восстанием роботов, а в романе 1900 года «Доверие воздушных змеев» Леббеуса Х. Роджерса они построили египетские пирамиды.
В ранних работах сатурнианцы как правило изображаются более развитыми, чем земляне, в том числе в романе Марии Корелли 1886 года «Роман о двух мирах» и в романе Джона Астора 1894 года «Путешествие в иные миры». Исключения из этой общей тенденции включают роман 1886 года «Алериэль, или Путешествие в иные миры» У. С. Лах-Ширмы, где экосфера планеты населена грибами и беспозвоночными, и роман 1901 года «Медовый месяц в космосе» Джорджа Гриффита, где она населена морскими водорослями, рептилиями и примитивными гуманоидами. Иногда Сатурн также изображается лишённым жизни, как в рассказе 1936 года «Безумный робот» Рэймонда З. Галлуна. Человечество находит убежище на Сатурне в рассказе Генри Дж. Косткоса «Реабилитаторы земли, объединяйтесь» (1935), а первое путешествие людей с экипажем на Сатурн описано в рассказе Сэма Московица «Человек со звёзд» (1941).
После того, как было установлено, что Сатурн является газообразной планетой, большинство произведений, описывающих такую среду, вместо этого были посвящены Юпитеру. Тем не менее Сатурн остаётся популярным местом действия в современной научной фантастике. Роджер Желязны в рассказе 1985 года «Песня чужого мира» описал обитателей Сатурна как разумных пузырей, которые при помощи водородных шарльеров поддерживают высоту своего парения в области, пригодной для их жизни. Там же он высказал мнение, что планета может быть полезна Земле как источник уникальных газов и органических соединений. В романе 1976 года «Плавающие миры» Сесилии Холланд и в романе 1991 года «Облака Сатурна» Майкла Макколлума люди живут в плавающих городах в атмосфере Сатурна. Инопланетяне, живущие в атмосфере Сатурна, также описаны в романе 1997 года «Движение по Сатурну» Роберта Форварда. В трилогии «Рассвет ночи» (1996–1999) Питера Гамильтона Сатурн — это место, где создаются биологические космические корабли. В «Дознании» из цикла «Рассказы о пилоте Пирксе» Станислава Лема кульминация сюжета разворачивается возле Сатурна, через кольца которого «взбунтовавшийся» робот направил звездолёт.
Кроме того, в литературе часто упоминается его спутник Титан, в том числе потому, что он является самым крупным спутником Сатурна, имеет плотную атмосферу, а также имеет жидкость (метан) на своей поверхности. Например, в «Дьявольском интерфейсе» Альфреда Бестера метановая вода Титана включает в себя очень ценный комплекс органических соединений, нужный для Земли. Книга Курта Воннегута «Сирены Титана», в которой главные персонажи перелетают жить на Титан, была удостоена премии «Хьюго». Сатурн, и его крупнейший спутник Титан посещаются в серии «Большое путешествие» Бена Бовы в романе 2003 года «Сатурн» и романе 2006 года «Титан» соответственно.
Широкое внимание фантастов привлекли и кольца Сатурна. Они упоминаются в повести братьев Стругацких «Стажёры». По мнению одного из героев романа, планетолога Юрковского, кольца имеют искусственное происхождение. В повести Айзека Азимова «Путь марсиан» и рассказе Джо Мартино 1981 года «Специальный выпуск о ледяном черве» кольца становятся важным источником воды для марсианской колонии Земли, а также служат источником сырья для оружия в рассказе Клифтона Б. Круза 1935 года «Угроза с Сатурна». Одно из колец окрашено в красный цвет религиозной группой в рассказе Джона Варли 1977 года «Равноденствие», в то время как другая фракция стремится отменить изменение цвета. В романе Азимова 1986 года «Основание и Земля» кольца позволяют точно идентифицировать Солнечную систему в далёком будущем. Благодаря эстетичному виду колец окрестности Сатурна являются популярным местом для космических кораблей в визуальных медиа.
Сатурн является темой и для других видов творчества. В манге и аниме-мультсериале «Сейлор Мун» планету Сатурн олицетворяет девушка-воительница Сейлор Сатурн, она же Хотару Томоэ. Её атака заключается в силе разрушения, является воином смерти и перерождения. В игре Dead Space 2 действие происходит рядом с Сатурном на космической станции, которая находится на осколках Титана. Сатурн и его кольца можно увидеть в данной игре как из иллюминатора космической станции, так и в открытом космосе, выполняя поставленные задачи.